# Großer Preis von Australien 1994
Der Große Preis von Australien 1994 (offiziell LIX Adelaide Australian Grand Prix) fand am 13. November auf dem Adelaide Street Circuit in Adelaide statt und war das 16. und letzte Rennen der Formel-1-Weltmeisterschaft 1994.

## Berichte

### Hintergrund
Nach dem Großen Preis von Japan führte Michael Schumacher in der Fahrerwertung mit einem Punkt vor Damon Hill und mit 57 Punkten vor Gerhard Berger. Somit hatten nur noch Schumacher und Hill die Chance auf den Fahrertitel. In der Konstrukteurswertung führte Williams-Renault mit fünf Punkten vor Benetton-Ford und mit 34 Punkten vor Ferrari. Hier entschied sich der Konstrukteurstitel ebenfalls im letzten Rennen zwischen Williams und Benetton.
Dies sollte der letzte Grand Prix für Christian Fittipaldi, Franck Lagorce, Michele Alboreto, Hideki Noda, David Brabham, JJ Lehto und Paul Belmondo und der erste Grand Prix für Jean-Denis Delétraz sein. Außerdem war es das letzte Rennen für das Traditionsteam Lotus, welches seit 1958 an Formel-1-Rennen teilgenommen hatte.
Das Rennen sollte der Abschluss einer der tragischsten Saisons (nach den Toden von Roland Ratzenberger und Ayrton Senna) in der Geschichte des Sports sein und Schumacher seinen ersten von insgesamt sieben Weltmeistertiteln sichern.
Mit Berger (zweimal) trat ein ehemaliger Sieger zu diesem Grand Prix an.

### Qualifying
Es gab zwei Qualifikationstrainings, jeweils eines am Freitag und eins am Samstag. Alle Fahrer fuhren am Freitag ihre Bestzeit. Nigel Mansell sicherte sich knapp die Pole-Position vor den beiden WM-Rivalen Schumacher und Hill.

### Rennen
Schumacher übernahm beim Start die Führung, Hill war Zweiter hinter ihm. Die Reihenfolge zwischen den beiden blieb bis zur 36. Runde dieselbe. Hill holte Schumacher ein, als dieser an der East Terrace-Kurve von der Strecke abkam und mit seinen rechten Rädern gegen eine Wand prallte, bevor er wieder auf die Strecke fuhr. Hill hatte gerade die fünfte Kurve der Strecke umrundet, als Schumacher links vor ihm über die Strecke fuhr. In der nächsten Kurve versuchte Hill, Schumacher innen zu überholen. Die beiden kollidierten allerdings, als Schumacher einlenkte. Schumacher schied auf der Stelle aus. Hill versuchte, das Rennen fortzusetzen und kam sofort an die Box, gab jedoch mit irreparablen Schäden am Querlenker der vorderen linken Aufhängung des Autos das Rennen auf. Da keiner der Fahrer einen Punkt erzielte, holte sich somit Schumacher den Titel.
Nachdem Schumacher und Hill ausschieden, übernahm Mansell die Führung des Rennens und blieb bis zu seinem zweiten Boxenstopp an der Spitze. Nachdem Mansell an die Box gekommen war, übernahm Berger die Führung und fuhr sich einen Vorsprung heraus, so dass er nach seinem zweiten Boxenstopp an der Spitze blieb. In Runde 64 überholte Mansell dann den Führenden Berger und übernahm erneut die Führung.
Mika Häkkinen lag in der Schlussphase auf dem fünften Platz hinter seinem Teamkollegen Martin Brundle und Rubens Barrichello im Jordan, bis seine Bremsen in Runde 77 versagten, er rückwärts in die Mauer krachte und schließlich auf Platz 12 gewertet wurde. Mansell blieb für den Rest des Rennens an der Spitze und gewann, wobei Berger Zweiter und Brundle Dritter wurde, vor Barrichello, Olivier Panis und Jean Alesi im anderen Ferrari, die die Top 6 komplettierten.  Es war der 31. und letzte Grand-Prix-Sieg in Mansells Formel-1-Karriere sowie sein letzter Podiumsplatz in seinem letzten Rennen für Williams.

### Folgen der WM-Entscheidung
Schumacher wurde von vielen Formel-1-Insidern für die Kollision verantwortlich gemacht, durch die er die WM gewonnen hatte. Nach einer Untersuchung werteten die Rennkommissare den Vorfall allerdings als Rennvorfall und ergriffen keine Maßnahmen gegen Schumacher. Schumacher wurde im Alter von 25 Jahren Deutschlands erster Formel-1-Fahrerweltmeister, allerdings unter höchst umstrittenen Umständen. Schumacher hatte immer behauptet, dass es sich bei der Kollision um einen Rennunfall gehandelt habe, eine Ansicht, die vor allem in Großbritannien in den Medien auf großen Zynismus stieß.
Obwohl Hill es damals bewusst vermied, sich auf den Aufschrei einzulassen, warf er Schumacher in späteren Jahren ausdrücklich vor, absichtlich in ihn hineingefahren zu sein. Der Formel-1-Kommentator Murray Walker behauptete, Schumacher habe den Unfall nicht absichtlich verursacht, während seine Co-Kommentatoren des Rennens, der ehemalige F1-Fahrer Jonathan Palmer und der Boxenreporter Barry Sheene, beide behaupteten, der Unfall sei ausschließlich Schumachers Schuld gewesen. Patrick Head vom Williams-Team erklärte gegenüber der Zeitschrift F1 Racing, dass „Williams bereits 1994 zu 100 % sicher war, dass Michael sich eines Foulspiels schuldig gemacht hatte“, protestierte jedoch nicht gegen Schumachers Titel, da das Team immer noch mit dem Tod von Senna zu kämpfen hatte. Schumacher wurde von der britischen Öffentlichkeit für den Vorfall verantwortlich gemacht; Im Jahr 2003 führte die BBC eine Suche nach „The Most Unsporting Moment“ durch, in der der Adelaide-Vorfall nominiert wurde.

## Meldeliste
| Team                      | Nr. | Fahrer                 | Chassis        | Motor                 | Reifen |
| ------------------------- | --- | ---------------------- | -------------- | --------------------- | ------ |
| Rothmans Williams Renault | 0   | Damon Hill             | Williams FW16  | Renault 3.5 V10       | G      |
| Rothmans Williams Renault | 02  | Nigel Mansell          | Williams FW16  | Renault 3.5 V10       | G      |
| Tyrrell                   | 03  | Ukyō Katayama          | Tyrrell 022    | Yamaha 3.5 V10        | G      |
| Tyrrell                   | 04  | Mark Blundell          | Tyrrell 022    | Yamaha 3.5 V10        | G      |
| Mild Seven Benetton Ford  | 05  | Michael Schumacher     | Benetton B194  | Ford Zetec-R 3.5 V8   | G      |
| Mild Seven Benetton Ford  | 06  | Johnny Herbert         | Benetton B194  | Ford Zetec-R 3.5 V8   | G      |
| Marlboro McLaren Peugeot  | 07  | Mika Häkkinen          | McLaren MP4/9  | Peugeot 3.5 V10       | G      |
| Marlboro McLaren Peugeot  | 08  | Martin Brundle         | McLaren MP4/9  | Peugeot 3.5 V10       | G      |
| Footwork Ford             | 09  | Christian Fittipaldi   | Footwork FA15  | Ford HB 3.5 V8        | G      |
| Footwork Ford             | 10  | Gianni Morbidelli      | Footwork FA15  | Ford HB 3.5 V8        | G      |
| Team Lotus                | 11  | Mika Salo              | Lotus 107C     | Mugen-Honda 3.5 V10   | G      |
| Team Lotus                | 12  | Alessandro Zanardi     | Lotus 107C     | Mugen-Honda 3.5 V10   | G      |
| Sasol Jordan              | 14  | Rubens Barrichello     | Jordan 194     | Hart 3.5 V10          | G      |
| Sasol Jordan              | 15  | Eddie Irvine           | Jordan 194     | Hart 3.5 V10          | G      |
| Tourtel Larrousse F1      | 19  | Hideki Noda            | Larrousse LH94 | Ford HB 3.5 V8        | G      |
| Tourtel Larrousse F1      | 20  | Jean-Denis Delétraz    | Larrousse LH94 | Ford HB 3.5 V8        | G      |
| Minardi Scuderia Italia   | 23  | Pierluigi Martini      | Minardi M193B  | Ford HB 3.5 V8        | G      |
| Minardi Scuderia Italia   | 24  | Michele Alboreto       | Minardi M193B  | Ford HB 3.5 V8        | G      |
| Ligier Gitanes Blondes    | 25  | Franck Lagorce         | Ligier JS39B   | Renault 3.5 V10       | G      |
| Ligier Gitanes Blondes    | 26  | Olivier Panis          | Ligier JS39B   | Renault 3.5 V10       | G      |
| Scuderia Ferrari SpA      | 27  | Jean Alesi             | Ferrari 412T1  | Ferrari 3.5 V12       | G      |
| Scuderia Ferrari SpA      | 28  | Gerhard Berger         | Ferrari 412T1  | Ferrari 3.5 V12       | G      |
| Broker Sauber Mercedes    | 29  | JJ Lehto               | Sauber C13     | Mercedes-Benz 3.5 V10 | G      |
| Broker Sauber Mercedes    | 30  | Heinz-Harald Frentzen  | Sauber C13     | Mercedes-Benz 3.5 V10 | G      |
| MTV Simtek Ford           | 31  | David Brabham          | Simtek S941    | Ford HB 3.5 V8        | G      |
| MTV Simtek Ford           | 32  | Domenico Schiattarella | Simtek S941    | Ford HB 3.5 V8        | G      |
| Pacific Grand Prix Ltd    | 33  | Paul Belmondo          | Pacific PR01   | Ilmor 3.5 V10         | G      |
| Pacific Grand Prix Ltd    | 34  | Bertrand Gachot        | Pacific PR01   | Ilmor 3.5 V10         | G      |

## Klassifikation

### Qualifying
| Pos. | Fahrer                 | Konstrukteur      | Q1       | Q2         | Start |
| ---- | ---------------------- | ----------------- | -------- | ---------- | ----- |
| 01   | Nigel Mansell          | Williams-Renault  | 1:16,179 | 1:33,988   | 01    |
| 02   | Michael Schumacher     | Benetton-Ford     | 1:16,197 | 1:32,627   | 02    |
| 03   | Damon Hill             | Williams-Renault  | 1:16,830 | 1:33,792   | 03    |
| 04   | Mika Häkkinen          | McLaren-Peugeot   | 1:16,992 | 1:35,432   | 04    |
| 05   | Rubens Barrichello     | Jordan-Hart       | 1:17,537 | 1:37,610   | 05    |
| 06   | Eddie Irvine           | Jordan-Hart       | 1:17,667 | keine Zeit | 06    |
| 07   | Johnny Herbert         | Benetton-Ford     | 1:17,727 | 1:35,712   | 07    |
| 08   | Jean Alesi             | Ferrari           | 1:17,801 | 1:33,905   | 08    |
| 09   | Martin Brundle         | McLaren-Peugeot   | 1:17,950 | 1:36,246   | 09    |
| 10   | Heinz-Harald Frentzen  | Sauber-Mercedes   | 1:17,962 | 1:35,623   | 10    |
| 11   | Gerhard Berger         | Ferrari           | 1:18,070 | 1:33,818   | 11    |
| 12   | Olivier Panis          | Ligier-Renault    | 1:18,072 | 1:36,222   | 12    |
| 13   | Mark Blundell          | Tyrrell-Yamaha    | 1:18,237 | 1:35,462   | 13    |
| 14   | Alessandro Zanardi     | Lotus-Mugen-Honda | 1:18,331 | 1:39,179   | 14    |
| 15   | Ukyō Katayama          | Tyrrell-Yamaha    | 1:18,411 | 1:36,628   | 15    |
| 16   | Michele Alboreto       | Minardi-Ford      | 1:18,755 | 1:36,498   | 16    |
| 17   | JJ Lehto               | Sauber-Mercedes   | 1:18,806 | 1:36,245   | 17    |
| 18   | Pierluigi Martini      | Minardi-Ford      | 1:18,957 | 1:36,257   | 18    |
| 19   | Christian Fittipaldi   | Footwork-Ford     | 1:19,061 | 1:35,790   | 19    |
| 20   | Franck Lagorce         | Ligier-Renault    | 1:19,153 | 1:37,393   | 20    |
| 21   | Gianni Morbidelli      | Footwork-Ford     | 1:19,610 | 1:35,136   | 21    |
| 22   | Mika Salo              | Lotus-Mugen-Honda | 1:19,844 | 1:43,071   | 22    |
| 23   | Hideki Noda            | Larrousse-Ford    | 1:20,145 | 1:47,569   | 23    |
| 24   | David Brabham          | Simtek-Ford       | 1:20,442 | keine Zeit | 24    |
| 25   | Jean-Denis Delétraz    | Larrousse-Ford    | 1:22,422 | 1:44,155   | 25    |
| 26   | Domenico Schiattarella | Simtek-Ford       | 1:22,529 | keine Zeit | 26    |
| DNQ  | Paul Belmondo          | Pacific-Ilmore    | 1:24,087 | keine Zeit | –     |
| DNQ  | Bertrand Gachot        | Pacific-Ilmore    | 7:40,317 | keine Zeit | –     |

### Rennen
| Pos. | Fahrer                 | Konstrukteur      | Runden | Stopps | Zeit        | Start | Schnellste Runde |
| ---- | ---------------------- | ----------------- | ------ | ------ | ----------- | ----- | ---------------- |
| 01   | Nigel Mansell          | Williams-Renault  | 81     | 2      | 1:47:51,480 | 01    | 1:18,167 (52.)   |
| 02   | Gerhard Berger         | Ferrari           | 81     | 2      | + 2,511     | 11    | 1:18,094 (48.)   |
| 03   | Martin Brundle         | McLaren-Peugeot   | 81     | 2      | + 52,487    | 09    | 1:18,819 (76.)   |
| 04   | Rubens Barrichello     | Jordan-Hart       | 81     | 3      | + 1:10,530  | 05    | 1:18,674 (60.)   |
| 05   | Olivier Panis          | Ligier-Renault    | 80     | 3      | + 1 Runde   | 12    | 1:18,864 (60.)   |
| 06   | Jean Alesi             | Ferrari           | 80     | 3      | + 1 Runde   | 08    | 1:18,193 (34.)   |
| 07   | Heinz-Harald Frentzen  | Sauber-Mercedes   | 80     | 2      | + 1 Runde   | 10    | 1:19,346 (66.)   |
| 08   | Christian Fittipaldi   | Footwork-Ford     | 80     | 3      | + 1 Runde   | 19    | 1:19,458 (47.)   |
| 09   | Pierluigi Martini      | Minardi-Ford      | 79     | 2      | + 2 Runden  | 18    | 1:20,255 (54.)   |
| 10   | JJ Lehto               | Sauber-Mercedes   | 79     | 2      | + 2 Runden  | 17    | 1:20,159 (53.)   |
| 11   | Franck Lagorce         | Ligier-Renault    | 79     | 2      | + 2 Runden  | 20    | 1:20,436 (40.)   |
| 12   | Mika Häkkinen          | McLaren-Peugeot   | 76     | 3      | DNF         | 04    | 1:18,632 (66.)   |
| –    | Michele Alboreto       | Minardi-Ford      | 69     | 2      | DNF         | 16    | 1:20,338 (38.)   |
| –    | Mark Blundell          | Tyrrell-Yamaha    | 66     | 2      | DNF         | 13    | 1:18,909 (56.)   |
| –    | Jean-Denis Delétraz    | Larrousse-Ford    | 56     | 4      | DNF         | 25    | 1:23,929 (03.)   |
| –    | Mika Salo              | Lotus-Mugen-Honda | 49     | 1      | DNF         | 22    | 1:20,164 (41.)   |
| –    | David Brabham          | Simtek-Ford       | 49     | 2      | DNF         | 24    | 1:20,637 (14.)   |
| –    | Alessandro Zanardi     | Lotus-Mugen-Honda | 40     | 2      | DNF         | 14    | 1:19,784 (11.)   |
| –    | Damon Hill             | Williams-Renault  | 35     | 1      | DNF         | 03    | 1:17,294 (20.)   |
| –    | Michael Schumacher     | Benetton-Ford     | 35     | 1      | DNF         | 02    | 1:17,140 (29.)   |
| –    | Domenico Schiattarella | Simtek-Ford       | 21     | 1      | DNF         | 26    | 1:22,674 (16.)   |
| –    | Ukyō Katayama          | Tyrrell-Yamaha    | 19     | 0      | DNF         | 15    | 1:19,592 (10.)   |
| –    | Hideki Noda            | Larrousse-Ford    | 18     | 0      | DNF         | 23    | 1:21,961 (11.)   |
| –    | Gianni Morbidelli      | Footwork-Ford     | 17     | 0      | DNF         | 21    | 1:20,771 (12.)   |
| –    | Eddie Irvine           | Jordan-Hart       | 15     | 0      | DNF         | 06    | 1:18,932 (10.)   |
| –    | Johnny Herbert         | Benetton-Ford     | 13     | 0      | DNF         | 07    | 1:19,658 (11.)   |

## WM-Stände nach dem Rennen
Die ersten sechs Fahrer jedes Rennens bekamen 10, 6, 4, 3, 2 bzw. 1 Punkt(e).

### Fahrerwertung
| Pos. | Fahrer                | Konstrukteur                       | Punkte |
| ---- | --------------------- | ---------------------------------- | ------ |
| 01   | Michael Schumacher    | Benetton-Ford                      | 92     |
| 02   | Damon Hill            | Williams-Renault                   | 91     |
| 03   | Gerhard Berger        | Ferrari                            | 41     |
| 04   | Mika Häkkinen         | McLaren-Peugeot                    | 26     |
| 05   | Jean Alesi            | Ferrari                            | 24     |
| 06   | Rubens Barrichello    | Jordan-Hart                        | 19     |
| 07   | Martin Brundle        | McLaren-Peugeot                    | 16     |
| 08   | David Coulthard       | Williams-Renault                   | 14     |
| 09   | Nigel Mansell         | Williams-Renault                   | 13     |
| 10   | Jos Verstappen        | Benetton-Ford                      | 10     |
| 11   | Olivier Panis         | Ligier-Renault                     | 9      |
| 12   | Mark Blundell         | Tyrrell-Yamaha                     | 8      |
| 13   | Heinz-Harald Frentzen | Sauber-Mercedes                    | 7      |
| 14   | Nicola Larini         | Ferrari                            | 6      |
| 15   | Christian Fittipaldi  | Footwork-Ford                      | 6      |
| 16   | Eddie Irvine          | Jordan-Hart                        | 6      |
| 17   | Ukyō Katayama         | Tyrrell-Yamaha                     | 5      |
| 18   | Éric Bernard          | Lotus-Mugen-Honda / Ligier-Renault | 4      |
| 19   | Karl Wendlinger       | Sauber-Mercedes                    | 4      |
| 20   | Andrea de Cesaris     | Jordan-Hart / Sauber-Mercedes      | 4      |
| 21   | Pierluigi Martini     | Minardi-Ford                       | 4      |
| 22   | Gianni Morbidelli     | Footwork-Ford                      | 3      |
| 23   | Érik Comas            | Larrousse-Ford                     | 2      |

| Pos. | Fahrer                 | Konstrukteur                                       | Punkte |
| ---- | ---------------------- | -------------------------------------------------- | ------ |
| 24   | JJ Lehto               | Sauber-Mercedes / Benetton-Ford                    | 1      |
| 25   | Michele Alboreto       | Minardi-Ford                                       | 1      |
| 26   | Johnny Herbert         | Benetton-Ford / Ligier-Renault / Lotus-Mugen-Honda | 0      |
| 27   | Olivier Beretta        | Larrousse-Ford                                     | 0      |
| 28   | Pedro Lamy             | Lotus-Mugen-Honda                                  | 0      |
| 29   | Jean-Marc Gounon       | Simtek-Ford                                        | 0      |
| 30   | Alessandro Zanardi     | Lotus-Mugen-Honda                                  | 0      |
| 31   | David Brabham          | Simtek-Ford                                        | 0      |
| 32   | Mika Salo              | Lotus-Mugen-Honda                                  | 0      |
| 33   | Franck Lagorce         | Ligier-Renault                                     | 0      |
| 34   | Roland Ratzenberger    | Simtek-Ford                                        | 0      |
| 35   | Yannick Dalmas         | Larrousse-Ford                                     | 0      |
| 36   | Philippe Adams         | Lotus-Mugen-Honda                                  | 0      |
| 37   | Domenico Schiattarella | Simtek-Ford                                        | 0      |
| –    | Bertrand Gachot        | Pacific-Ilmor                                      | 0      |
| –    | Ayrton Senna           | Williams-Renault                                   | 0      |
| –    | Hideki Noda            | Larrousse-Ford                                     | 0      |
| –    | Paul Belmondo          | Pacific-Ilmor                                      | 0      |
| –    | Philippe Alliot        | Larrousse-Ford / McLaren-Peugeot                   | 0      |
| –    | Aguri Suzuki           | Jordan-Hart                                        | 0      |
| –    | Taki Inoue             | Simtek-Ford                                        | 0      |
| –    | Jean-Denis Delétraz    | Larrousse-Ford                                     | 0      |

### Konstrukteurswertung
| Pos. | Konstrukteur     | Punkte |
| ---- | ---------------- | ------ |
| 01   | Williams-Renault | 118    |
| 02   | Benetton-Ford    | 103    |
| 03   | Ferrari          | 71     |
| 04   | McLaren-Peugeot  | 42     |
| 05   | Jordan-Hart      | 28     |
| 06   | Ligier-Renault   | 13     |
| 07   | Tyrrell-Yamaha   | 13     |

| Pos. | Konstrukteur      | Punkte |
| ---- | ----------------- | ------ |
| 08   | Sauber-Mercedes   | 12     |
| 09   | Footwork-Ford     | 9      |
| 10   | Minardi-Ford      | 5      |
| 11   | Larrousse-Ford    | 2      |
| 12   | Lotus-Mugen-Honda | 0      |
| 13   | Simtek-Ford       | 0      |
| –    | Pacific-Ilmor     | 0      |